# Darryl Jones
Darryl Jones, född 11 december 1961 i Chicago, Illinois, USA, är en amerikansk basist. Han spelar med bland annat The Rolling Stones sedan Bill Wyman lämnade gruppen 1992. Jones som dock inte är officiell bandmedlem, jobbar åt The Rolling Stones som avlönad musiker både i studion och på livescen sedan 1994.Vid sidan av arbetet med The Rolling Stones spelar Jones bland annat även i Stone Raiders. Jones har genom åren också jobbat med artister som Miles Davis, Sting, Herbie Hancock, Madonna, och Eric Clapton.